# Federico Gatti
Federico Gatti (Rivoli, 24 juni 1998) is een Italiaans voetballer die doorgaans als centrale verdediger speelt. Hij verruilde Frosinone in 2022 voor Juventus. Gatti debuteerde in 2022 als international in het Italiaans voetbalelftal.

## Clubcarrière

### Jeugd- en amateurniveau
Gatti ruilde de jeugdopleiding van Torino in 2012 voor die van Alessandria. De club leende hem verschillende keren uit en liet hem in 2018 definitief vertrekken naar SS Verbania Calcio. In zijn debuutseizoen voor Verbania promoveerde hij vanuit de Eccellenza naar de Serie D, maar in 2020 degradeerde de club opnieuw naar het vijfde niveau in het Italiaanse voetbal. Gatti werd toen opgevist door derdeklasser Pro Patria Calcio. Gatti, die voordien onder andere als metselaar en supermarktmedewerker actief was, kon zo profvoetballer worden. Na een seizoen bij Pro Patria maakte Gatti de overstap naar tweedeklasser Frosinone. Daar scoorde hij vijf keer in 35 wedstrijden. 

### Juventus
In januari 2022 ondertekende hij een contract van vierenhalf jaar bij Juventus, dat hem het seizoen op huurbasis liet uitdoen bij Frosinone. De recordkampioen telde 5,5 miljoen euro neer voor Gatti, die Frosinone een half jaar eerder slechts 150.000 euro had gekost. Hij maakte op 31 augustus 2022 tegen Spezia zijn debuut voor recordkampioen Juventus, waar hij nog geen anderhalf jaar geleden nog speelde in de Serie C. Op 25 oktober maakte hij tegen Benfica zijn debuut in de Champions League. Daarin werd Juventus uitgeschakeld, maar het bereikte wel de halve finale van de Europa League, waarin het werd uitgeschakeld door Sevilla. 
Op 15 mei 2024 stond Gatti in de finale van de Coppa Italia, waarin SSC Napoli met 1-0 werd verslagen. Gatti speelde de hele wedstrijd en hield de nul. Het was één van 36 wedstrijden die Gatti dat seizoen speelde, 

## Clubstatistieken
| Seizoen | Club        | Competitie | Competitie | Competitie | Beker | Beker | Internationaal | Internationaal | Totaal | Totaal |
| Seizoen | Club        | Competitie | Wed.       | Dlp.       | Wed.  | Dlp.  | Wed.           | Dlp.           | Wed.   | Dlp.   |
| ------- | ----------- | ---------- | ---------- | ---------- | ----- | ----- | -------------- | -------------- | ------ | ------ |
| 2019/20 | SS Verbania | Serie D    | 22         | 3          | 0     | 0     | —              | —              | 22     | 3      |
| 2020/21 | Pro Patria  | Serie C    | 35         | 1          | 1     | 0     | —              | —              | 36     | 1      |
| 2021/22 | Frosinone   | Serie B    | 35         | 5          | 1     | 0     | —              | —              | 36     | 5      |
| 2022/23 | Juventus    | Serie A    | 18         | 0          | 2     | 0     | 7              | 2              | 27     | 2      |
| 2023/24 | Juventus    | Serie A    | 32         | 4          | 4     | 0     | —              | —              | 36     | 4      |
| 2024/25 | Juventus    | Serie A    | 16         | 1          | 2     | 0     | 5              | 0              | 23     | 1      |
| Totaal  | Totaal      | Totaal     | 288        | 0          | 19    | 0     | 12             | 2              | 313    | 0      |

Bijgewerkt op 20 augustus 2024.

## Interlandcarrière
Gatti maakte op 11 juni 2022 zijn interlanddebuut voor Italië: in de Nations League-wedstrijd tegen Engeland mocht hij van bondscoach Roberto Mancini de hele wedstrijd op het veld staan. Hij werd op 6 juni 2024 door bondscoach Luciano Spalletti opgenomen in de Italiaanse selectie voor het EK 2024 in Duitsland. Hij was eerder opgeroepen voor de voorlopige selectie als vervanger van de geblesseerde Giorgio Scalvini. Italië eindigde als tweede in een groep met Albanië, Spanje en Kroatië, waarna het in de achtste finales werd uitgeschakeld met een 2–0 nederlaag tegen Zwitserland. Gatti kwam op het toernooi niet in actie.
1 Perin ·
3 Bremer ·
4 Gatti ·
5 Locatelli ·
6 Danilo  ·
7 Conceição ·
8 Koopmeiners ·
9 Vlahović ·
10 Yıldız ·
11 González ·
14 Milik ·
15 Kalulu ·
16 McKennie ·
17 Adžić ·
18 Arthur ·
19 Thuram ·
21 Fagioli ·
22 Weah ·
23 Pinsoglio ·
26 Luiz ·
27 Cambiaso ·
29 Di Gregorio ·
32 Cabal ·
37 Savona ·
40 Rouhi ·
51 Mbangula ·
Coach: Motta
1 Donnarumma  ·
2 Di Lorenzo ·
3 Dimarco ·
4 Buongiorno ·
5 Calafiori ·
6 Gatti ·
7 Frattesi ·
8 Jorginho ·
9 Scamacca ·
10 Pellegrini ·
11 Raspadori ·
12 Vicario ·
13 Darmian ·
14 Chiesa ·
15 Bellanova ·
16 Cristante ·
17 Mancini ·
18 Barella ·
19 Retegui ·
20 Zaccagani ·
21 Fagioli ·
22 El Shaarawy ·
23 Bastoni ·
24 Cambiaso ·
25 Folorunsho ·
26 Meret ·
Coach: Spalletti